# Adian Koting (plaats)
Adian Koting is een bestuurslaag in het regentschap Tapanuli Utara van de provincie Noord-Sumatra, Indonesië. Adian Koting telt 1654 inwoners (volkstelling 2010).